# بدء الإحاضة
بدء الإحاضة (بالإنجليزية: Menarche)‏ هي الدورة الشهرية الأولى لدى الإناث، ويٌعد الحدث الأهم الذي يدل على بداية البلوغ وخصوبة الأنثى. يختلف سن بدء الإحاضة من منطقة إلى أخرى، يبدأ وسطياً في سن الثاني عشر.
يتأثر توقيت الحيض بالعوامل الجينية والبيئية وخاصةً العوامل الغذائية. انخفض متوسط سن بدء الحيض خلال القرن الماضي. ومن الصعب جدًا تقدير متوسط العمر العالمي بدقة فهو يختلف اختلافًا كبيرًا حسب المنطقة الجغرافية والعرق وخصائص أخرى. لكن تشير بعض التقديرات إلى أن متوسط العمر في جميع أنحاء العالم هو 14 عامًا، ويكون في عمر متأخر في السكان الآسيويين مقارنة بالغرب.
يبلغ متوسط عمر بدء الحيض حوالي 12.5 سنة في الولايات المتحدة  و12.72 في كندا، و12.9 في المملكة المتحدة. وفي دراسة على الفتيات في إسطنبول في تركيا، وُجِد أن متوسط العمر عند بداية الحيض هو 12.74 سنة.

## علم وظائف الأعضاء

### سن البلوغ
بدء الحيض هو التتويج لسلسلة من العمليات الفسيولوجية والتشريحية للبلوغ:
- الحصول على كتلة جسم كافية (عادة 17٪ دهون في الجسم).[10]
- تثبيط مولد الجرعات العالية من الهرمون المطلق لموجهة الغدد التناسلية في النواة المقوسة في الحصين.
- إفراز هرمون الإستروجين من المبيض استجابة لهرمونات الغدة النخامية.
- خلال فترة تتراوح بين 2 إلى 3 سنوات، يحفز الإستروجين نمو الرحم (بالإضافة إلى زيادة الطول ونمو الثدي وتوسيع الحوض وزيادة الأنسجة الدهنية في مناطق محددة في الجسم).
- يحفز الإستروجين نمو بطانة الرحم والأوعية الدموية بها.
- يمكن أن تؤدي التقلبات في مستويات الهرمون إلى حدوث تغيرات في كفاية إمدادات الدم إلى أجزاء من بطانة الرحم.
- يؤدي موت بعض من أنسجة بطانة الرحم بسبب هذه الهرمونات أو تغيرات إمدادات الدم إلى عملية إسقاط الغشاء الساقط، وهو جزء من البطانة مع تدفق الدم من المهبل.

لا توجد أي إشارة هرمونية محددة معروفة لبدء الحيض. يُعتَقد أن بدء الإحاضة كحدث منفصل هو نتيجة الصدفة النسبية للزيادة التدريجية في بطانة الرحم الناتجة عن الزيادة المتغيرة لهرمون الإستروجين.
يتكون الحيض أو السائل المتدفق من مزيج من الدم الجديد والمتخثر مع نسيج بطانة الرحم. غالبًا ما تكون كمية الحيض الأول ضئيلة جدًا ولمدة قصيرة جدًا. ومثل أي حيض آخر قد يكون الأول مصحوبًا بآلام في البطن.

### علاقة بدء الحيض بالخصوبة
في معظم الفتيات لا يعني الحيض حدوث الإباضة. إذ تكون حوالي 80٪ من الدورات بلا إباضة في السنة الأولى بعد الحيض، و50٪ في السنة الثالثة و10٪ في السنة السادسة. عادةً ما يشار للتبويض عن طريق فترات متوقعة ومتناسقة بين كل حيض وآخر، ومدة متوقعة وثابتة للتدفق، وأعراض أيضًا مثل الثقل أو التقلصات. يتطلب استمرار الإباضة محتوى دهون في الجسم لا يقل عن 22٪. المصطلح الأنثروبولوجي لهذه الحالة من الخصوبة المحتملة هو الصلاحية للزواج.
لا تتبع كل الفتيات نموذجًا واحدًا، فقد يحدث التبويض عند بعض الفتيات حتى قبل الحيض الأول. وعلى الرغم من أنه غير محتمل، لكن من الممكن أن تصبح فتاة لم تبدأ الحيض بعد حاملًا. يتعارض هذا مع الافتراض السائد على نطاق واسع بأن المرأة لا تستطيع الحمل حتى بعد الحيض.

### البداية
عندما تبدأ الإحاضة فهذا يؤكد أن الفتاة لديها نمو تدريجي في الرحم بسبب الإستروجين خاصة بطانة الرحم، وأن المسلك من الرحم عبر عنق الرحم إلى المهبل مفتوح.
في حالات نادرة جدًا قد يبدأ الحيض في سن مبكرة بشكل غير عادي ليسبق النهود (نمو الثدي) وغيرها من علامات البلوغ. ويُطلق عليه بدء إحاضة مبكر، لكن يجب التحقق من الأسباب الأخرى للنزيف واستبعادها. في هذه الحالة عادةً ما يكون النمو طبيعيًا ونادرًا ما تكون أولى مظاهر البلوغ المبكر.
عندما يتأخر بدء الإحاضة لأكثر من ثلاث سنوات بعد النهود، أو ما بعد 16 سنة من العمر، يُشار إلى هذا التأخير باسم انقطاع الطمث الأولي أو ضَهَى أوَّلي.

### التوقيت

#### الأمراض المزمنة
يمكن لبعض الأمراض الجهازية أو المزمنة أن تؤخر بدء الإحاضة، مثل حساسيّة القمح غير المُشخَّصة وغير المُعالَجة، والربو، والسكري من النوع الأول، والتليف الكيسي، والأمراض الالتهابية، وغيرها. في بعض الحالات لأن الاختبارات البيوكيميائية ليست دائما تمييزية، لا يتم تحديد الأمراض الكامنة وتصنف الفتاة على أنها تأخر النمو البنيوي. قد يكون قصر القامة وتأخر الزيادة في الطول والوزن أو تأخر الحيض المظاهر السريرية الوحيدة للداء البطني، في غياب أي أعراض أخرى.

#### تأثير الإجهاد والبيئة الاجتماعية
تؤثر بعض العوامل البيئية غير المفهومة في توقيت البلوغ، مثل: العوامل الاجتماعية والنفسية. قد لاقت تقريبًا كل الأبحاث التي درست هذه التأثيرات اهتمامًا من الفتيات، ويرجع ذلك جزئيًا إلى أن بلوغ الإناث يتطلب قدرًا أكبر من الموارد الفسيولوجية، وكذلك بسبب أنّ الحيض علامة واضحة يسهل دراسة بلوغ الأنثى، على عكس الذّكور. دُرِست ظاهرة بدء الإحاضة بالتحديد في معظم هذه الدّراسات؛ لأنّها افترضت على أنّها الوكيل الذي يصلح لدراسة عمليّة النّضوج. بالمقارنة مع تأثير العوامل الوراثيّة، والاجتماعيّة، والتّغذية، والصّحّة العامّة ذات التأثير القليل؛ فهي قد تغيّر موعد أول حيض لأشهر فقط، وليس لسنوات. العائلة هي الجزء الأكثر أهمية المؤثر في نفسيّة الطفل.
أُبلِغ عن ارتباط بعض جوانب بنية ووظيفة الأسرة بتقديم موعد بدء الإحاضة:* العرق غير الأبيض.
- تسمّم الحمل، والطفلة في الرحم.
- الوزن المنخفض عند الولادة؛ أي أقل من 2.5 كغ.
- الطفل وحيد في الرحم؛ أي عدم وجود توأم.
- لم تكن الرضاعة طبيعية.
- التعرض للتدخين.
- عدم استقرار العلاقات الأسرية.
- حدوث السمنة وعدم الحركة في مرحلة الطفولة.[22]

#### التغييرات في متوسط العمر
كانت هناك بعض الدراسات المنهجية لتوقيت بدء الإحاضة قبل النصف الأخير من القرن العشرين. استندت معظم التقديرات الأقدم إلى ملاحظة مجموعة سكانية صغيرة لا تمثل أكبر عدد من السكان، لذا فهي عرضة للخطأ. تتفق معظم المصادر على أن متوسط العمر لدى الفتيات في المجتمعات الحديثة قد انخفض. في الفترة من القرن السادس إلى القرن الخامس عشر في أوروبا، وصلت معظم النساء في المتوسط إلى حوالي 14 عامًا أو بين سن 12 و15 عامًا. توصلت دراسة أجريت في عام 2011 إلى أن كل زيادة 1 كجم/م2 في مؤشر كتلة الجسم في الطفولة (BMI) يمكن أن يؤدي إلى زيادة نسبة حدوث بدء الإحاضة المبكر بنسبة 6.5٪ (قبل سن 12 عامًا).
يبدأ أقل من 10٪ من الفتيات في الولايات المتحدة الحيض قبل عمر 11 سنة، بينما يبدأ 90٪ من جميع الفتيات بعمر 13.75 سنة، مع متوسط عمر 12.43 سنة.

## الثقافة
يعتبر الحيض ظاهرة ثقافية وعلمية حيث أن العديد من المجتمعات لها طقوس محددة ومعايير ثقافية مرتبطة بها. في العديد من الثقافات، أول حيض هو علامة تشير إلى الانتقال إلى مرحلة ما بعد الحيض من فتاة صغيرة إلى شابة.

### الاحتفالات

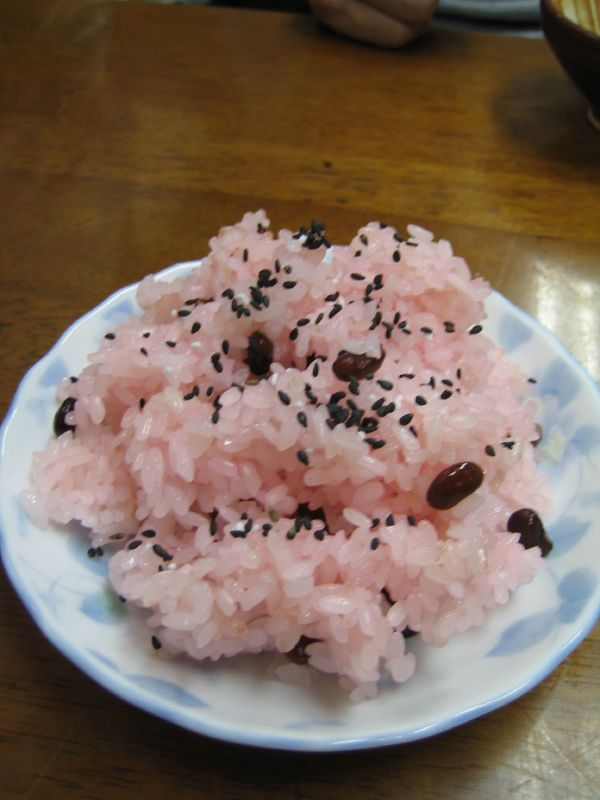
Sekihan، طبق ياباني تقليدي من الأرز والفاصوليا الحمراء، يُقدَّم بعد بدء الحيض.

في بعض الثقافات، يتم الاحتفال لإظهار انتقال الفتاة إلى مرحلة الأنوثة. في المغرب يكون جميع أفراد أسرتها مدعوين وتمطر الفتاة بالمال والهدايا.
في اليابان، تحتفل الأسرة أحيانًا بتناول الأرز والفاصوليا الحمراء (sekihan). كما تحتفل بعض الطوائف الهندية أيضًا.